# Марија Петрова (певачица)
Марија Петрова (Јелхово, 7. јануар 1986) бугарска је поп-фолк певачица.

## Дискографија

### Спотови
| Спот | Година | Режисер           |
| ---- | ------ | ----------------- |
|      | 2002   |                   |
|      | 2011   |                   |
|      | 2012   | Николај Скерлев   |
|      | 2012   | Николај Скерлев   |
|      | 2013   | Радослав Георгиев |
|      | 2013   | Николај Скерлев   |
|      | 2014   | Николај Скерлев   |
|      | 2015   | Николај Скерлев   |

### Фолклорни спотови
| Спот | Година | Режисер           |
| ---- | ------ | ----------------- |
|      | 2012   | Радослав Георгиев |
|      | 2018   |                   |